# إيلين كريج
إيلين كريج (بالإنجليزية: Eileen Krige)‏ هي عالمة الإنسان جنوب أفريقية، ولدت في 1905 في بريتوريا في جنوب أفريقيا، وتوفيت في 1995.